# Baál Károly
Baál Károly (Nyúlfalu, 1894. szeptember 7. – Budapest, Józsefváros, 1947. szeptember 17.) bel- és gyermekgyógyász, szanatóriumi főorvos, miniszteri tanácsos.

## Életpályája
Baál József (1860–1943) vasúti felügyelő és Fischer Adél (1870–1936) gyermekeként született zsidó családban. A Soproni Magyar Királyi Állami Főreáliskolában érettségizett (1912), majd a Budapesti Tudományegyetem Orvostudományi Karának hallgatója volt. Az első világháború idején katona szolgálatot teljesített és több kitüntetésben részesült. 1914 júliusában vonult be a 18. honvéd gyalogezredhez, ahonnan az év októberében áthelyezték a 29. gyalogezredhez és elvégezte a tiszti iskolát. A 306. gyalogezreddel 1915 januárjában az orosz frontra vezényelték. 1915. december 15-én súlyos fejsérült szenvedett és egy évig hadikórházi ápolásra szorult. 1917 januárjától a koblenzi tiszti üdülő parancsnoka volt. Közben, 1917 februárjában elnyerte orvosdoktori oklevelét.
A Tanácsköztársaság idején Bécsbe menekült, ahonnan hazatérve a Szent István Kórházban és a Szent László Kórházban működött. 1929-ben megalapította a Hűvösvölgyi Gyermekszanatóriumot, mely országos hírnévre tett szert vezetése alatt. 1937 májusában a Svábhegyre helyezte át az intézményt, mely ettől kezdve a Dr. Baál Svábhegyi Gyermekszanatórium nevet viselte. Hosszabb külföldi tanulmányutakat tett Ausztriában, Angliában és Franciaországban. Több cikke jelent meg, főleg a gyermekgyógyászat tárgyköréből, orvosi szaklapokban. Halálát szívkoszorúér-rögösödés okozta.
Felesége Komor Ilona volt, Krausz Miksa és Schützer Paulina lánya, akivel 1926. július 8-án Székesfehérváron kötött házasságot. Lánya dr. Pozsonyiné Baál Judit.